# 灰叶稠李
灰叶稠李（學名：：日语：）为蔷薇科李属植物，分布在日本以及中国大陆的湖北、福建、浙江、江西、云南、四川、湖南、贵州、广西等地，生长于海拔1,000米至3,725米的地区，多生长在山坡半阴处、山谷杂木林中和路旁，目前尚未由人工引种栽培。

## 用途
木材輕黏性強而常用於建材、雕刻、版木、道具的把柄等。具有香味，剛開花穗和未成熟的果實用鹽醃漬成的杏仁子為日本新潟縣的主要地方食品。另外黑色成熟果實也可製成水果酒。